# Amsterdamse gelede trams 8G
De Amsterdamse gelede trams 8G, ook wel luchtwagens genoemd, was een serie van 55 dubbelgelede trams (725-779; in 1974-1975 gebouwd door Linke-Hofmann-Busch) voor inzet op het Amsterdamse tramlijnennet. Ze reden van 1974 tot 2003.

## Geschiedenis

### Reden van aanschaf en eisen van bestek
Nadat in 1968 de laatste bolkoptrams (700-724) instroomden wilde Amsterdam een groot metronetwerk aanleggen, maar in 1972 werd toch nog een bestek uitgeschreven voor een laatste levering van 25 trams als overbrugging tot aan de voltooiing van de metro.
Door de sluiting van Werkspoor in 1972 konden de tekeningen van de oude gelede trams in verband met licentieproblemen niet meer gebruikt worden (ze konden nog wel gebruikt worden voor de middenbakken van de 1G/2G-trams) en moest men dus een geheel nieuw type ontwerpen of een ander bestaand type aanpassen aan de Amsterdamse eisen.
Maar omdat de bouw van de metro (grote) vertraging opliep en de eerste fase van Lijnen voor Morgen (doortrekking lijn 1 naar Osdorp) een succes was besloot men in 1973 om het tramnet uit te breiden en nog eens 30 wagens bij te bestellen bij een nog te kiezen fabrikant. Deze moest een tram ontwerpen van 2,35 m breed, uitgevoerd als eenmanwagen (dus zonder conducteurzitplaats) met een 30 cm langere middenbak en componenten die met oudere trams konden worden uitgewisseld. Er waren zes kandidaat-fabrikanten, waarvan Orenstein & Koppel, La Brugeoise (de latere bouwer van de 11G/12G-trams) en Schindler (medebouwer van de 1G/2G trams 851-887) binnen de kortste keren afhaakten. Nadat Düwag en Linke-Hofmann-Busch (LHB) met een offerte kwamen koos het GVB om prijs- en service-redenen voor laatstgenoemd bedrijf. Dit had al in 1922 de 5 "Bergmanwagens" 391-395 aan de Gemeentetram Amsterdam geleverd en zou in 1973 de eerste vier proefmetrostellen leveren.

### Uitvoering
Het door LHB te bouwen tramtype was gebaseerd op een proefmodel voor Boekarest en de Braunschweigse enkelgelede wagens 6951-6956. De lengte was 24,3 meter en de trams hadden een deurindeling van drie enkele en twee dubbele deuren (midden en achter). De enkele deuren bestonden uit één deurhelft en de dubbele uit twee deurhelften. Het aantal zitplaatsen was 64. Verder hebben de industriële vormgevers Rietveld en Groenenboom invloed gehad op het uiterlijk van de trams, onder meer voor de kleurstelling en de vorm van de filmkast. Ze kregen een verbeterde simatic-installatie en de besturing geschiedde met een simatic-pookje net als bij de 'elektronen' 670-724. Deze 'verbeterde' simatic-installatie zorgde later voor veel storingen en werd naast de roestvorming een zwakke plek van dit materieel.

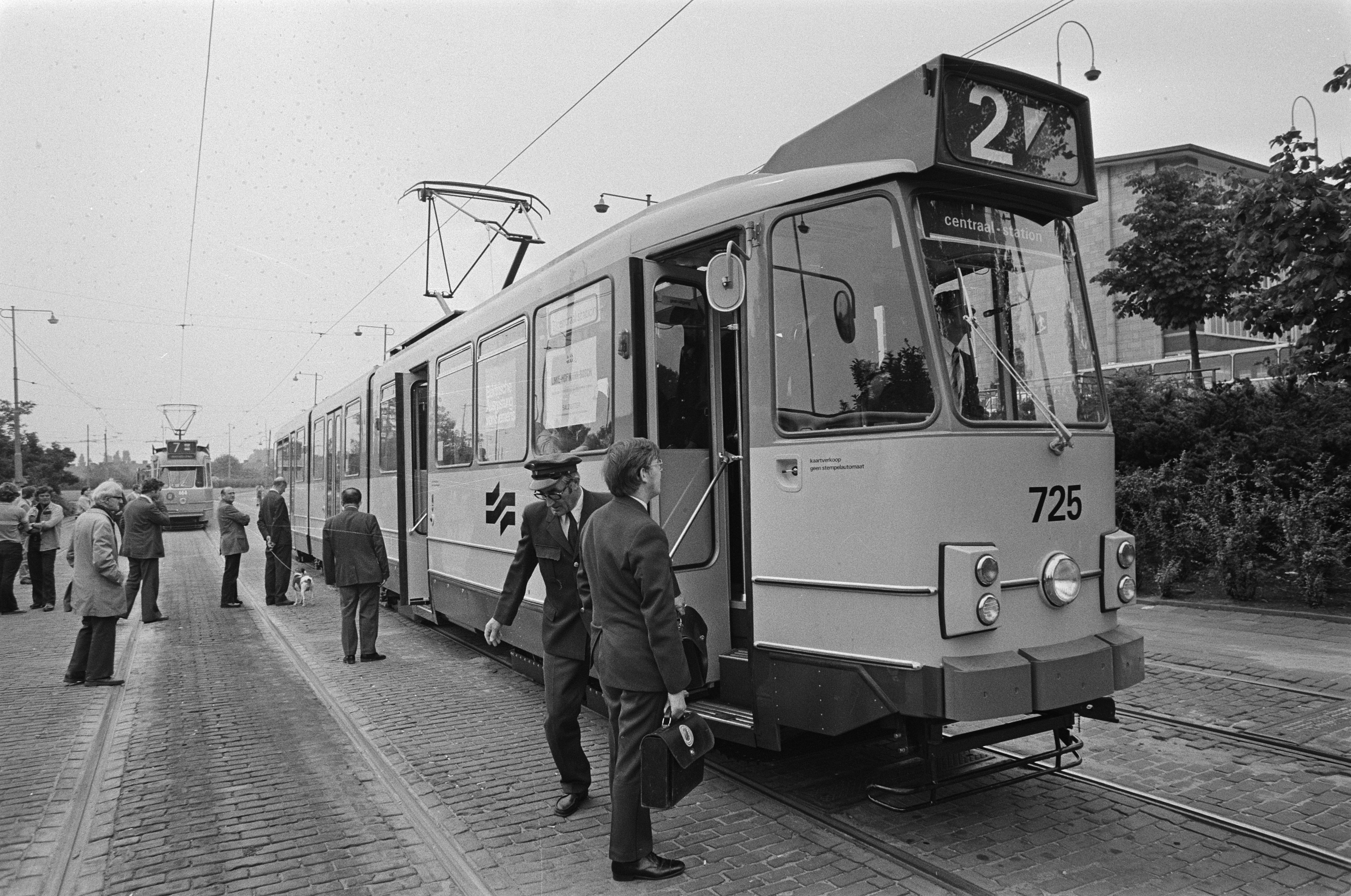
eerste wagen wordt aan de pers voorgesteld, 725 voor Amstelstation juni 1974

De trams waren al bij aflevering geel-bruin geschilderd en, naar het voorbeeld van proefwagen 691, voorzien van z.g. omtrekverlichting; tweedelig ter ondersteuning van de koplamp (verticaal in plaats van horizontaal), en driedelig ter hoogte van de achteruitrijlamp. Ook hadden ze kaartverkoopautomaten (3 witte en 2 groene voor reductiekaarten) op het achterbalkon en ging de deurbediening via de luchtcompressor in de middenbak, vandaar de bijnaam luchtwagens (of zuchtwagens). De geledingen hadden geen zitplaatsen meer en waren nu van het Düwag-type. De bankjes waren donkerblauw van hetzelfde type als de proefmetrostellen 1-4 en de 3-persoons langsbank voorin werd vervangen door een 2-persoons dwarsbankje. De stopknopjes waren van hetzelfde type als bij de standaardbussen. Ook kregen ze in elke wagenbak een filmkastje met aan de buitenzijde het lijnnummer en lijnkleur en aan de binnenzijde een routestrip. Een ander nieuwtje was de tweepotige schaarbeugel met dubbel sleepstuk. Omdat de bovenleiding in de zomer van 1974 nog niet overal was aangepast kreeg de 725 tijdelijk een oudere vierpoot pantograaf.
De wagens werden per goederentrein overgebracht van de LHB-fabriek in Salzgitter naar het emplacement aan de Plantage Doklaan en vandaar door een tweeassige motorwagen naar de remise Tollensstraat gesleept. Behalve de eerste wagen (725) werden de wagens afgeleverd zonder wagennummers en GVB-logo's. Dit gaf later verwarring bij aflevering van de 761 die als 760 werd genummerd omdat men dacht dat het de 760 was. De echte 760 stond tentoongesteld op de Hannover Messe (met wagennummers en wapens) en pas na zijn aankomst in Amsterdam werd de vergissing ongedaan gemaakt en werd de 760-II in 761 vernummerd.

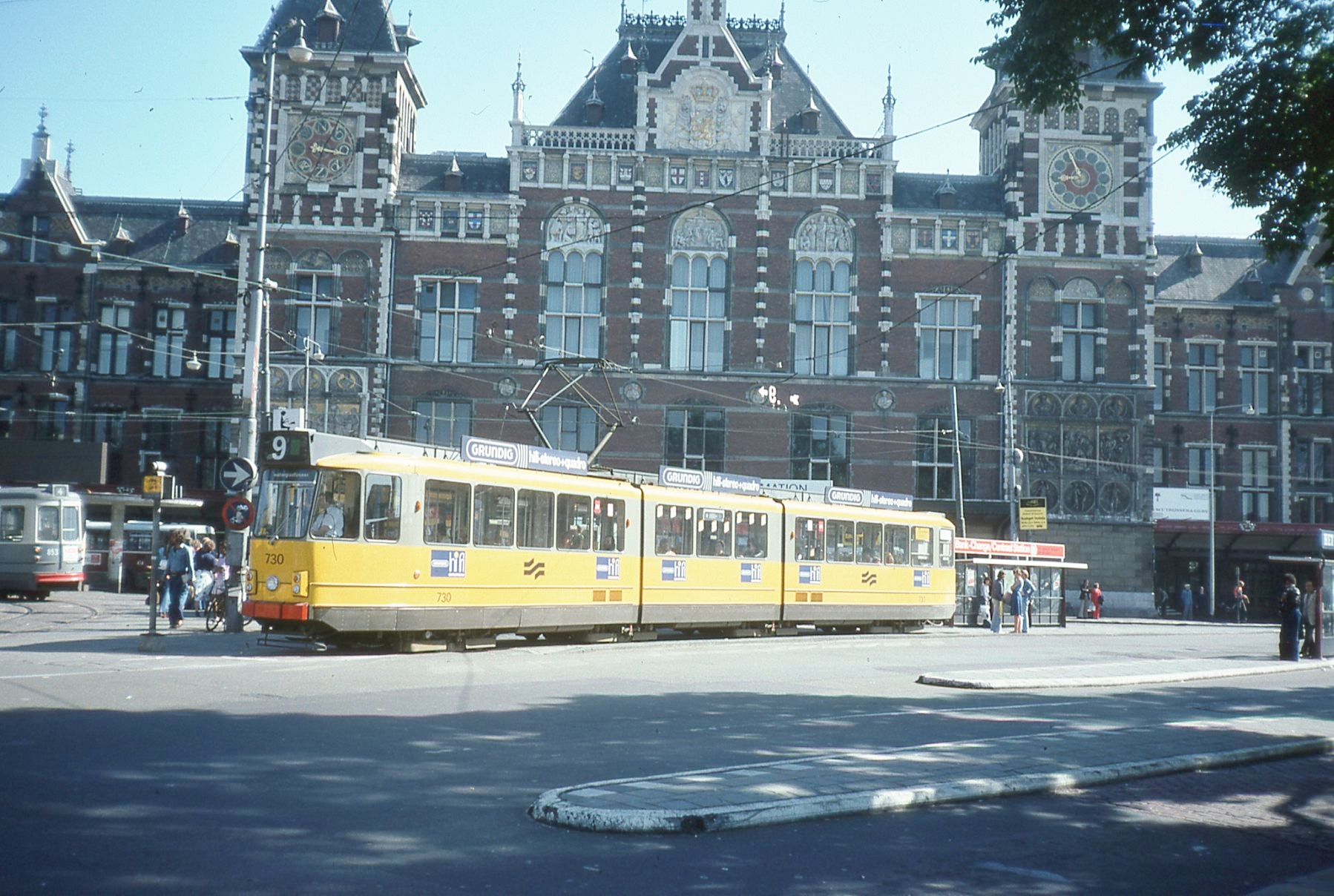
De nog nieuwe 8G-tram op lijn 9 voor het Centraal Station in de hete zomer van 1976.

De eerste wagens kwamen op 19 september 1974 vanuit de Remise Lekstraat in dienst op lijn 25. Daarna volgden de lijnen 4, 9, 7 en 3. Vanaf 1975 volgden de lijnen vanuit de Remise Havenstraat, dit omdat de 750-774 als telwagens waren ingericht. De 732 en de 733 werden overigens al op 12 oktober 1974 ingezet bij de doortrekking van lijn 13 naar Geuzenveld en reden de openingsrit. Ook de openingsrit op 6 oktober 1975 van de verlenging van lijn 2 naar Slotervaart werd met dit tramtype (741 en 759) gereden. De 755 deed mee aan de jubileumoptocht ter gelegenheid van 75 jaar GVB en 700 jaar Amsterdam op 20 september 1975.
Tijdens de warme zomers van 1975 en 1976 werden de 725-779 zo veel mogelijk binnengehouden; de hitte in de bestuurderscabine was te groot omdat er zich geen enkel ventilatieraampje bevond. Deze werden in 1976, een jaar na een proef met de 732, alsnog ingebouwd. Voor de passagiers bleven het echter broeikassen vergeleken met de bolkoppen, vandaar dat ze bij grote hitte zo min mogelijk werden ingezet.
Ook bleek de bestuurderscabine veel te ruim te zijn, waardoor de bestuurders maar met moeite bij het dashboard en de simatic-knuppel konden komen. Als proef werd in de 747 het dashboard op een verhoging geplaatst en de bestuurderstoel verschoven zodat de bestuurders zonder voorover te buigen het dashboard konden bedienen. Daarna volgde de overige wagens bij hun eerste kleine revisie.
De 731 kreeg als voorbeeld voor de blokkendozen 780-816 een middenbak met zwenkzwaaideuren. 3 augustus 1977 kwam hij ermee in dienst op lijn 7 en werd een week later van waarschuwingsstickers voorzien.
Twee maanden later, op 16 oktober 1977, werd het traject door de Roetersstraat weer in gebruik genomen door de lijnen 6 en 7. Op de eerste dag werden op lijn 7 enkele 8G-wagens ingezet, die echter onmiddellijk vastliepen op de hoge en bolle bruggen. Daarna verdwenen de 725-779 voor een jaar van lijn 6 en 7 om de geledingen te kunnen aanpassen. Eind 1978 keerden ze terug op deze lijnen. De 762 en 763 reden op 20 december de openingsrit op de nieuwe lijn 5 naar het pas geopende station Amsterdam Zuid.

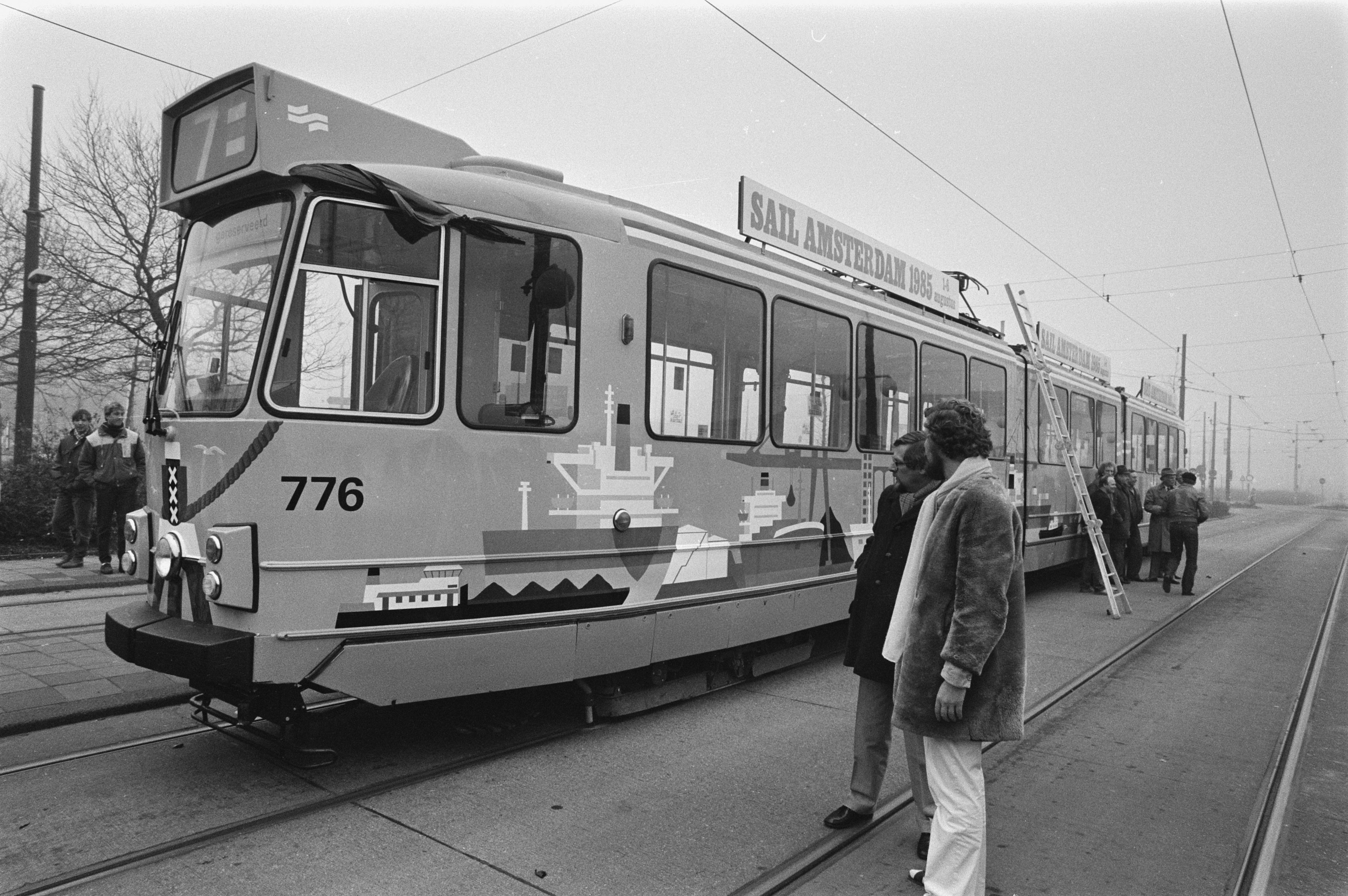
Presentatie van de speciaal beschilderde blauwe 'Haventram'. Europaplein; 7 maart 1985.

Speciaal voor Sail 1985 werd de 776 na schadeherstel als blauwe 'Haventram' beschilderd; de première was op het Europaplein. Later werd de tram als eerste luchtwagen van antivandalismebankjes voorzien.
In 1989 kwam de 733 na slechts vijftien jaar dienst met zware schade buiten dienst te staan. De midden- en achterbak werden uitgewisseld met de 774 die derhalve zijn telapparatuur verloor. Naast de 733 werden ook 742 (met de midden- en achterbak van de 756) en de 749 (met de middenbak van de 754 en de achterbak van de 750) in 1991 als eerste vroegtijdig afgevoerd. De 726, 728, 729, 731, 732, 738, 743 en de 747 werden in 1992 opgeslagen in de voormalige busgarage Oost; van dit achttal kwam alleen de 732 weer in dienst. Voor de nieuw samengestelde 750 (750A+749C+749B) was het ook afgelopen na een zware aanrijding.
De 734 daarentegen kreeg als eerste een grote revisiebeurt en de 778 (vanaf dan hoofdzakelijk lestram) introduceerde 20 maart 1991 de rode deuren bij de luchtwagens. De 746 werd in 1993 beschilderd als 'Sporttram' naar een ontwerp van leerlingen van het Montessori College Oost. Datzelfde jaar was er sprake van overname van 20 wagens door de tram van Poznań, waarvan een deel als onderdelenleverancier. Gezien de technische
ingewikkelde en gecompliceerde elektronische installatie zag men hier toch maar van af.

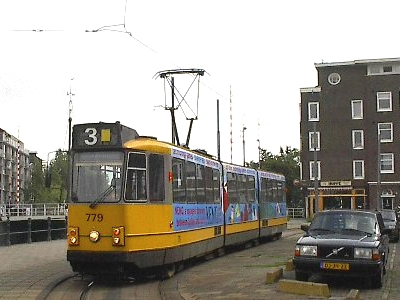
Dubbelgelede wagen 779 op lijn 3 aan het eindpunt Zoutkeetsgracht.

Dat de 725-779 niet van kwaliteitsstaal waren gebouwd, zoals de bolkoppen, begon zich te wreken. Vooral de 750-763 hadden last van ernstige roestschade veroorzaakt door een verkeerde behandeling van het staal bij de bouw in de fabriek. Men besloot dan ook de slechtste wagens (758-761 en 763) tezamen met de meeste andere terzijde gestelde wagens af te voeren.
Omdat de komst van nieuw materieel nog op zich liet wachten kregen de resterende wagens vanaf 1995 een opknapbeurt. Met uitzondering van de 769 en de 774 werden ze daarna vanaf 1997 verbouwd tot conducteurtrams met gesloten-instapregime; bij de 775 zat de conducteurplek aan de blinde zijde in plaats van voor de achterdeur. De 755 werd aan kleurproeven onderworpen voor de nieuwe metrostellen uit 1997 voor metrolijn 50 (crème-met-blauw-omlijst-GVB-logo; sinds 2006 verleden tijd) alvorens weer in dienst te komen. De nieuwe huisstijl van het GVB, wit-blauw, werd in 1998 ingevoerd; de 767 kreeg als enige luchtwagen deze kleuren.
In 2000 verhuisde de 769 als laatste tram met eenmanbediening naar de remise Havenstraat.
Met de instroom van de eerste Combino's in 2002 begon de afvoer van de laatste exemplaren; de 727, 732, 734, 736, 740, 741, 744, 745, 748, 751-753, 756, 762, 765, 768-771, 774 en de 777-779 verdwenen naar de sloper. Frappant daarbij was dat sommige exemplaren de dag voor de afvoer nog in dienst reden.
De 755, 756, 764, 768, 770, 772, 773, 774, 775 en de 779 zouden in 2002 aan Brașov in Roemenië worden verkocht maar vanwege de hoge transportkosten ging dat niet door en dus bleven ze, behalve de 756, 768, 770, 774 en de 779, nog even in dienst.
Eind 2002 waren er nog tien exemplaren over: de 746, 755, 757, 764, 766, 767, 772, 773, 775 en 776; hiervan bleven de 773 en de 776 tot half maart 2003 in dienst. Na bijna 29 jaar werd er afscheid genomen van een door technische problemen geplaagd tramtype.
De 767 werd nog niet afgevoerd en werd verbouwd tot Rode Kruistram ('RedCrosser'), nr. 3001.

### Bewaard gebleven trams

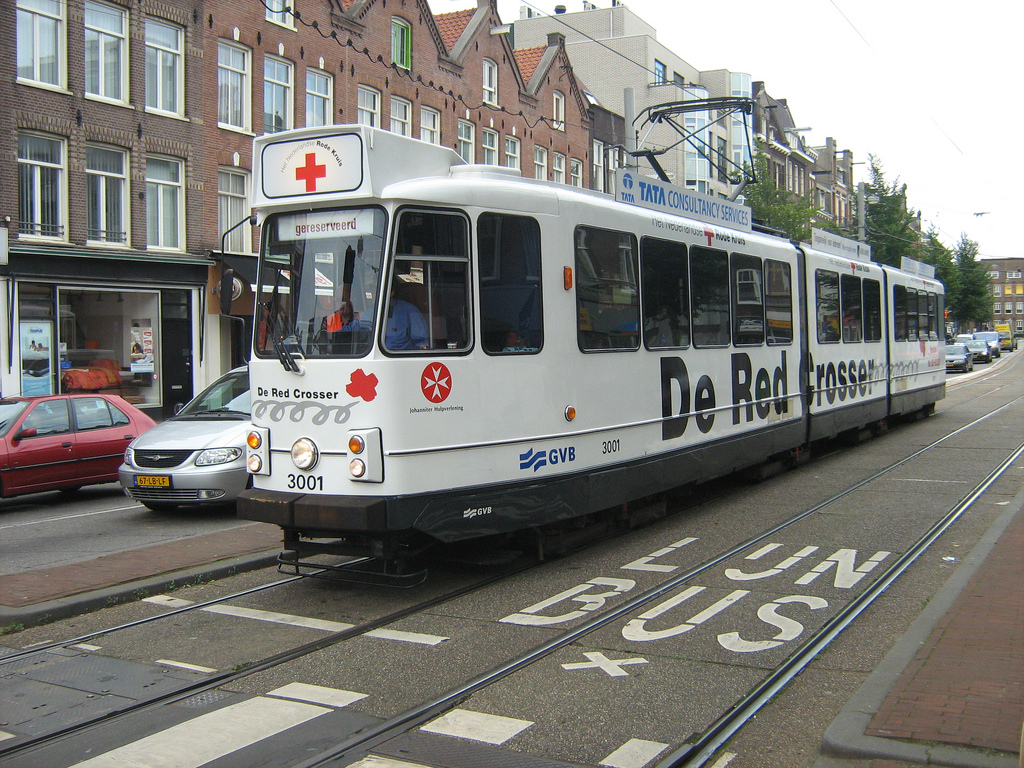
'De Red Crosser' 3001 (ex-767), voorzien van voorzieningen ten behoeve van gehandicapten (onder andere een lift).

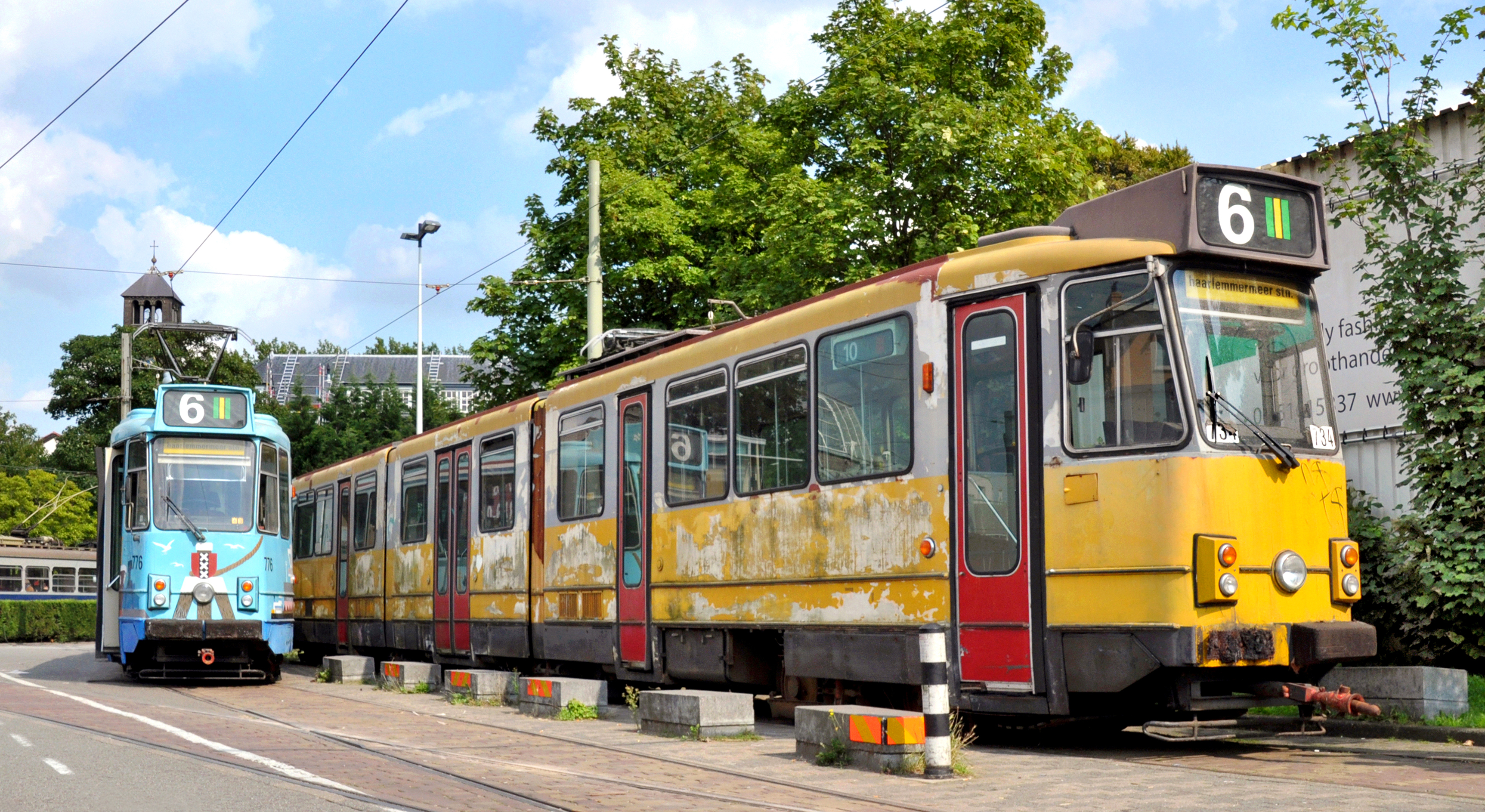
Dubbelgelede 8G-trams 776 en 734 bij de Electrische Museumtramlijn Amsterdam.

Na de buitendienststelling vertrok de 744 naar een camping in Voorthuizen op de Veluwe (als opslagplaats) en werd de 746 aan het MCO geschonken. De 748 kwam bij De Verbeelding in Heerhugowaard terecht (een grafisch centrum) en werd daar voor de deur neer gezet als blikvanger. De 734 en de 776 werden in 2003 museumtrams. Zij werden niet-rijvaardig opgeslagen.
De 746 (2010) en de 748 (november 2013) zijn inmiddels gesloopt.
De 767 werd in 2003 verbouwd tot wit-rode gehandicaptentram met blauw interieur (en lift) en aan het Rode Kruis geschonken; hij kreeg het nummer 3001 en de bijnaam 'De Red Crosser'. De 3001 was nu de enige rijvaardige 8G-wagen en heeft sinds 2011 een wit-blauw/wit-rood kleurenschema. De remise Lekstraat werd nu het vaste onderkomen. In het najaar van 2016 is 'De Red Crosser' na 13 jaar buiten dienst gesteld, omdat deze aan revisie toe was en er gebrek was aan onderdelen. Hiermee is de laatste nog rijdende LHB-tram van het GVB van straat verdwenen. In het voorjaar van 2020 werd deze tram opgeslagen bij de Electrische Museumtramlijn Amsterdam en weer terug vernummerd in 767 door de komst van 15G wagen 3001.
In maart 2024 werden de als museumtram bewaarde gelede wagens 734 en 767 ('RedCrosser' 3001) voor sloop afgevoerd naar DDM te DDM te De Meern. Enkele motoren van deze trams zijn bestemd voor de in aanbouw zijnde NZH A619/A620 te Haarlem.
Sindsdien is alleen de 776 'Haventram' in Amsterdam overgebleven als museumtram. Dit is tevens de enige bewaard gebleven 'thematram'.

## Trivia
Op 7 april 1990 werd met de eenenvijftigassige combinatie 726+650+628+639+651+728+503 een recordpoging gedaan de langste tram ter wereld te halen. Hierbij trok de 726 alle trams en had de 728 alleen zijn pantograaf op om bij te remmen. De poging lukte maar kwam toch voortijdig ten einde. Het record kwam in het Guinness Book of Records te staan.

## Figurantenrollen

### Films en televisieprogramma's
De 751 en de 758 hadden een gastrolletje in een aflevering van Peppi en Kokki; op weg naar het station voor de trein naar vakantiebestemming nam Peppi in Slotermeer lijn 13 richting Centraal (751) maar Kokki was nog bezig om zijn ontvouwde koffer in te pakken en stapte daardoor op de tram (758) in de tegenovergestelde richting. Na elkaar twee keer te zijn misgelopen trokken ze allebei aan de noodrem (bij deze scène waren de buitennummers afgeplakt) en pakten ze de taxi naar het dan nog metroloze Amstelstation (!) om op een haar na hun trein te missen. Het geluid van de opengaande deuren van de luchtwagens is echter afkomstig van een bolkoptram.
In 1979 figureerde de 764 in de openingsscène van de televisiefilm Opname; Helmert Woudenberg, onbewust kankerpatiënt, pakte in Amsterdam-West lijn 2 naar het Slotervaartziekenhuis.

### Boeken en strips
De 735 en de 770 kwamen voor in het kinderboek De tram is geel, het gras is groen waarin het overstappen van lijn 16 op lijn 3 werd beschreven.
Striptekenaar Henk Kuijpers laat regelmatig GVB-trams figureren in zijn Franka-verhalen. In De Tanden van de Draak is het gespiegelde achterbalkon van een luchtwagen te zien en in de eerste pagina's van Gangsterfilm rijdt de 752 (met korte deurruiten zoals blokkendoos 795) een late dienst op lijn 5. Ook in het album Onderwereld rijdt, weliswaar postuum maar toch, een luchtwagen. Deze traditie wordt ook in stand gehouden in de voor tekenaar Danker Jan Oreel geschreven stripreeks Hel. In De Koffers van Raz Fadraz (pas in 2010 gepubliceerd) komt de 760 van lijn 9 voorbijrijden.